# 여성 교육

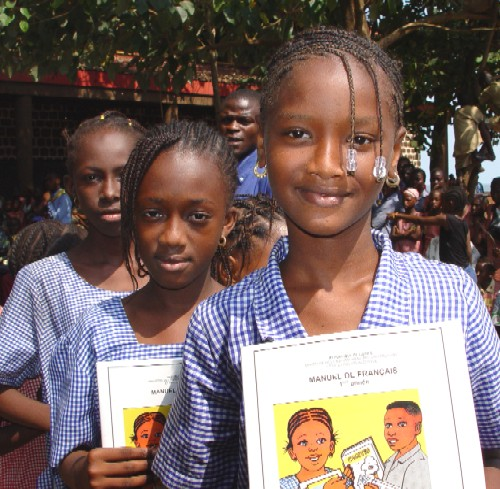
기니 학교의 소녀들

여성 교육(Female education)은 소녀와 여성을 위한 교육(특히 초등교육, 중등교육, 고등교육, 보건교육)을 둘러싼 일련의 복잡한 문제와 논쟁을 가리키는 포괄적인 용어이다. 여기에는 성평등과 교육 접근성 분야가 포함된다. 여성과 소녀들의 교육은 빈곤 완화를 위해 중요하다. 보다 광범위한 관련 주제에는 단성교육과 여성을 위한 종교 교육이 포함되며, 교육은 성별에 따라 구분된다.
소녀와 여성을 위한 교육의 불평등은 복잡하다. 여성과 소녀는 학교 입학에 대한 명시적인 장벽(예: 여성에 대한 폭력, 소녀의 학교 진학 금지 등)에 직면하고 있는 반면, 다른 문제는 보다 체계적이고 덜 명시적이다. 예를 들어 과학, 기술, 공학, 수학(STEM) 교육 격차는 유럽과 북미에서도 뿌리 깊게 자리잡고 있다. 일부 서구 국가에서는 여러 수준의 교육에서 여성이 남성을 능가했다. 예를 들어, 2005/2006년 미국에서 여성은 준학사 학위의 62%, 학사 학위의 58%, 석사 학위의 60%, 박사 학위의 50%를 취득했다.
소녀들의 교육 수준 향상은 젊은 여성의 건강과 경제적 미래에 분명한 영향을 미치며, 결과적으로 전체 지역사회의 전망도 향상되는 것으로 나타났다. 어머니가 초등교육을 받은 아기의 영아 사망률은 어머니가 문맹인 어린이에 비해 절반 수준이다. 세계에서 가장 가난한 나라에서는 여자아이의 50%가 중등학교에 다니지 않는다. 그러나 연구에 따르면 여자아이들이 학교에 1년 더 다닐 때마다 평생 소득이 15%씩 증가하는 것으로 나타났다. 여성 교육을 개선하여 여성의 소득 잠재력을 향상시키면 여성이 남성보다 가족에게 더 많은 소득을 투자하기 때문에 자녀의 생활 수준이 향상된다. 그러나 소녀들의 교육에는 여전히 많은 장벽이 남아 있다. 부르키나파소와 같은 일부 아프리카 국가에서는 소녀들을 위한 개인 화장실 시설이 부족하다는 기본적인 이유로 소녀들이 학교에 다닐 가능성이 거의 없다.
교육은 여성(그리고 파트너와 가족)의 건강 및 건강 인식 수준을 높인다. 여성의 교육 수준과 고급 훈련을 향상시키면 성행위 시작, 초혼, 첫 출산이 지연되는 경향이 있다. 더욱이, 교육 수준이 높을수록 독신으로 남거나, 자녀가 없거나, 정식 결혼을 하지 않을 가능성이 높아지는 동시에 장기적인 파트너십 수준도 높아진다. 여성 교육은 여성의 건강에도 중요하다. 성병 감염을 낮추면서 피임법 사용을 늘리고, 이혼하거나 가정 폭력 상황에 있는 여성이 이용할 수 있는 자원의 수준을 높이는 것이다. 교육은 또한 여성의 파트너 및 고용주와의 의사소통과 시민 참여율을 향상시킨다.
여성 교육이 사회에 미치는 광범위한 영향으로 인해 여성 교육의 불평등 완화는 지속 가능 개발 목표 4 "모두를 위한 양질의 교육"에서 강조되고 지속 가능 개발 목표 5 "성 평등"과 깊이 연결된다. 개발도상국에서 소녀들의 교육(및 일반적으로 여성의 권한 부여)은 더 빠른 발전과 인구 증가의 더 빠른 감소로 이어져 기후 변화 완화와 같은 환경 문제를 해결하는 데 중요한 역할을 한다. 프로젝트 드로우다운(Project Drawdown)은 소녀들을 교육하는 것이 기후 변화에 대응하는 여섯 번째로 효율적인 조치(태양광 발전소 및 원자력 발전에 이어)라고 추정한다.

## 같이 보기
- 걸 파워
- 교육을 받을 권리
- 여자대학
- 여성의 권리